# Rhodotypos
Genre
Rhodotypos est un genre de plantes à fleurs de la famille des Rosaceae.

## Liste d'espèces
Selon BioLib (29 août 2019), Catalogue of Life (29 août 2019), GRIN (29 août 2019), ITIS (29 août 2019), NCBI (29 août 2019) et The Plant List (29 août 2019) :
- Rhodotypos scandens (Thunb.) Makino

Selon Tropicos (29 août 2019) (Attention liste brute contenant possiblement des synonymes) :
- Rhodotypos kerrioides Siebold & Zucc.
- Rhodotypos scandens (Thunb.) Makino
- Rhodotypos tetrapetala (Siebold) Makino